# Byalekere, Arsikere
Byalekere là một làng thuộc tehsil Arsikere, huyện Hassan, bang Karnataka, Ấn Độ.